# 안드레아 산타렐리
안드레아 산타렐리(이탈리아어: Andrea Santarelli, 1993년 2월 13일~)는 이탈리아의 펜싱 선수로 주 종목은 에페이다. 2016년 하계 올림픽에서 에페 단체전 동메달을 획득했으며, 2019년 세계 선수권 대회에서 개인전 동메달을 획득했다.

## 경력
폴리뇨 출신으로 6세 때 펜싱을 시작했다.
2015년 바쿠에서 열린 2015년 유러피언 게임에 참가했으며 단체전 금메달을 획득했다.
이듬해인 2016년 리우데자네이루에서 열린 2016년 하계 올림픽 단체전에서 교체 선수로 출전했다. 이탈리아팀은 프랑스와의 결승전에 진출했고, 본선에서 경기 출전이 없었던 산타렐리는 이 경기에 출전했다. 이탈리아팀이 프랑스는 45-31로 패하면서 마르코 피케라, 파올로 피초, 엔리코 가로초와 함께  은메달을 획득했다. 